# 八千代通り (岡崎市)

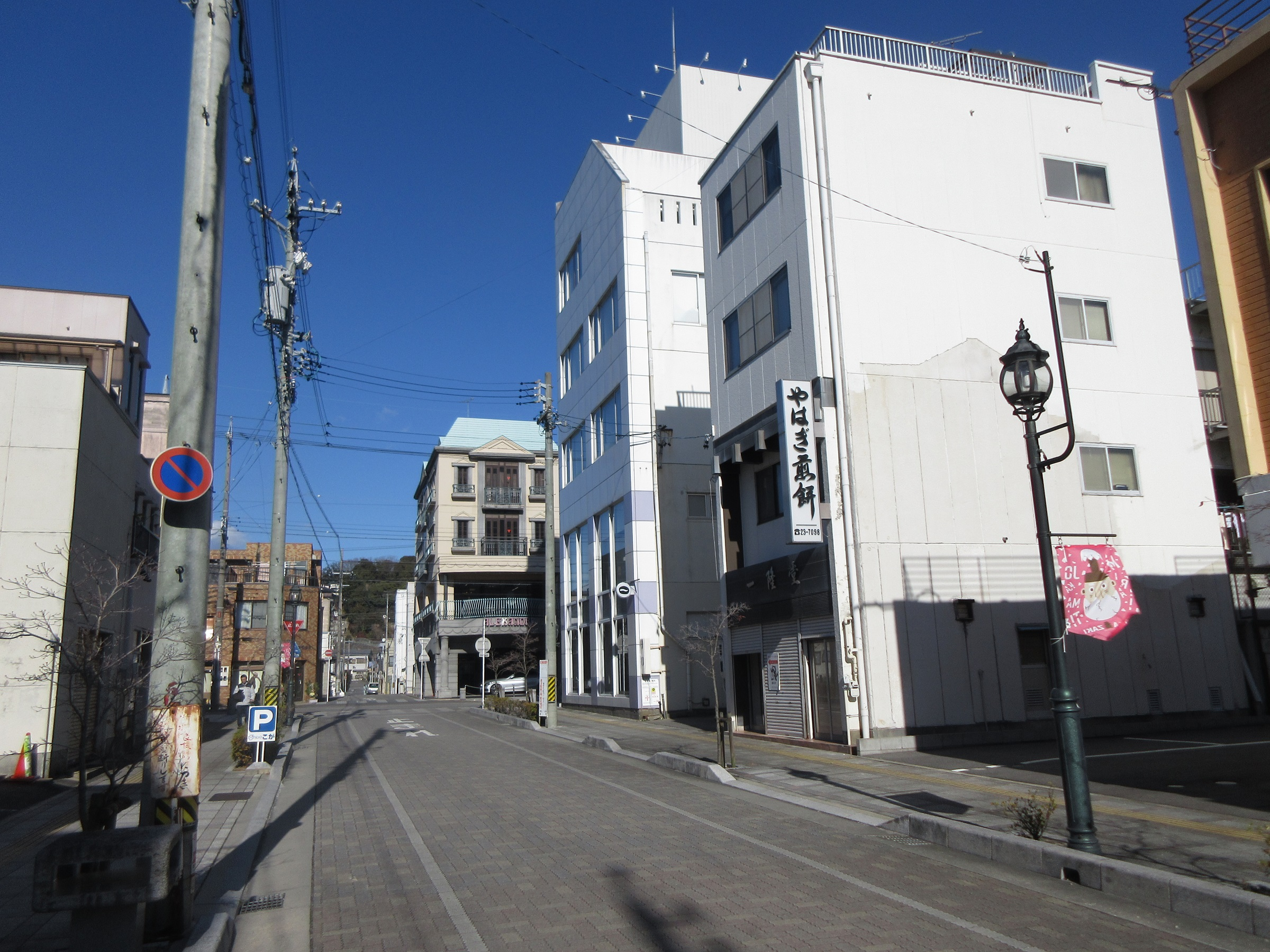
八千代通り。連尺通りとの交差点に旧「ガスピアれんじゃく」の建物がある。

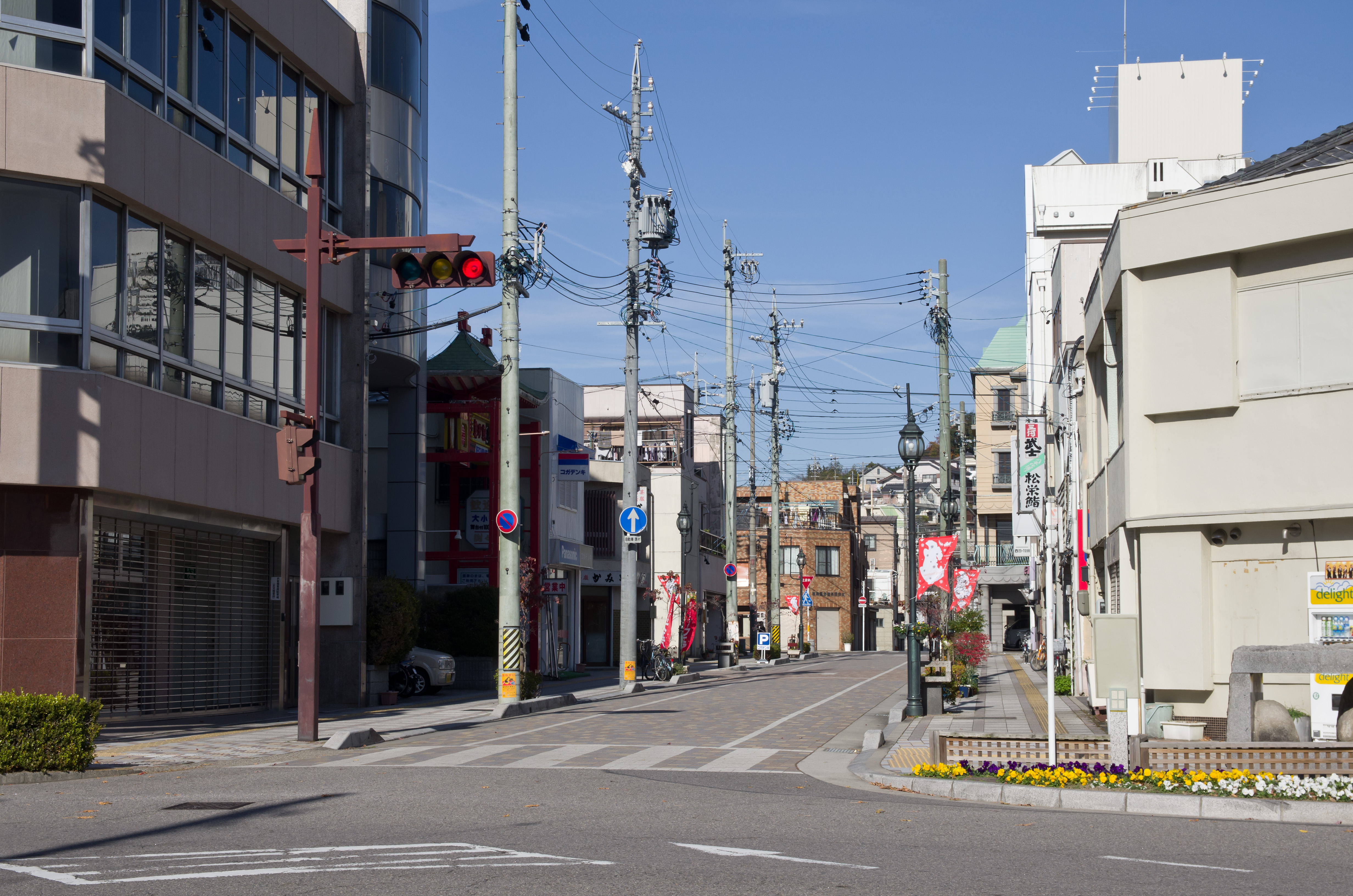
八千代通り。伝馬通りとの交差点。

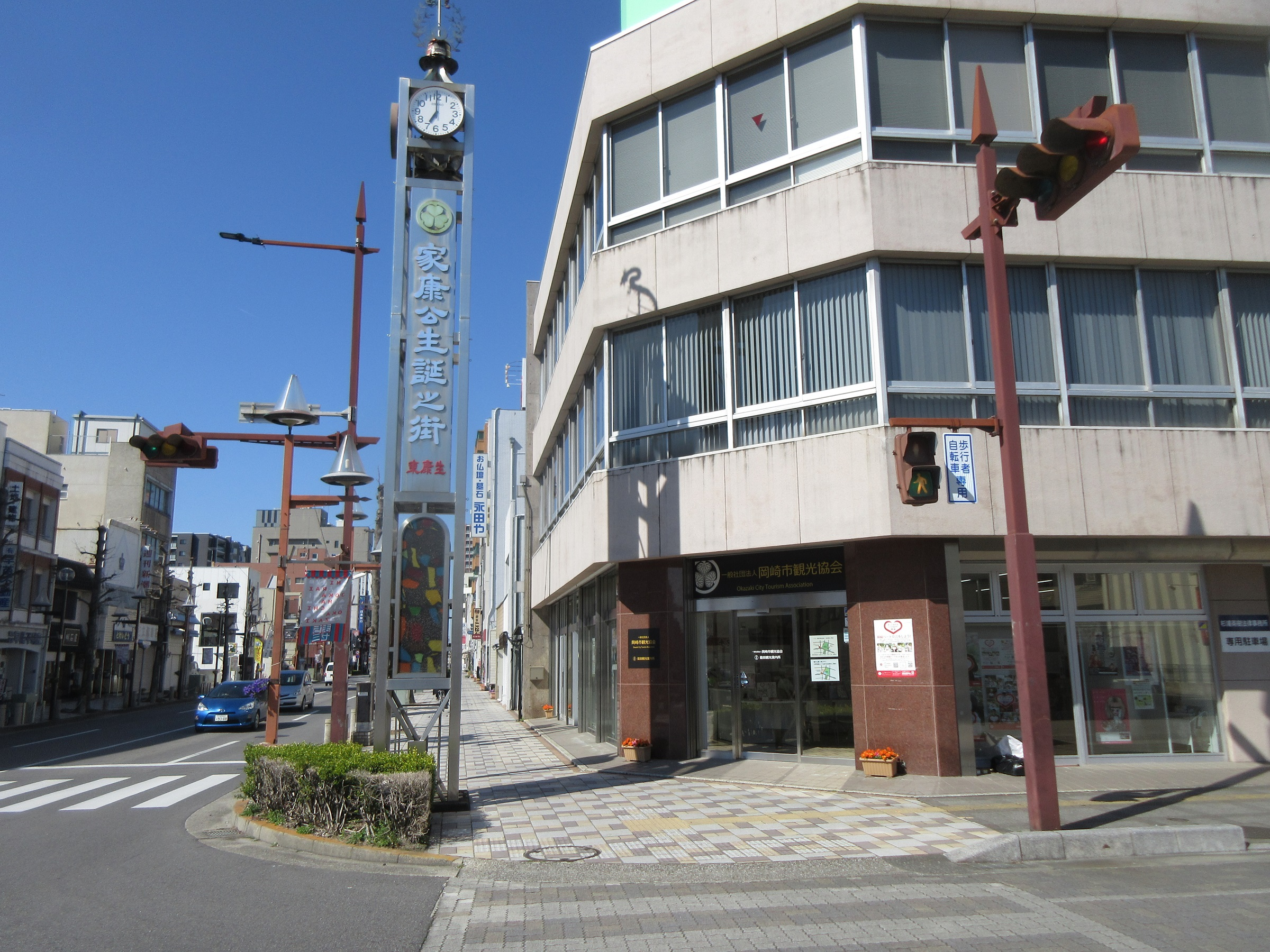
一般社団法人岡崎市観光協会

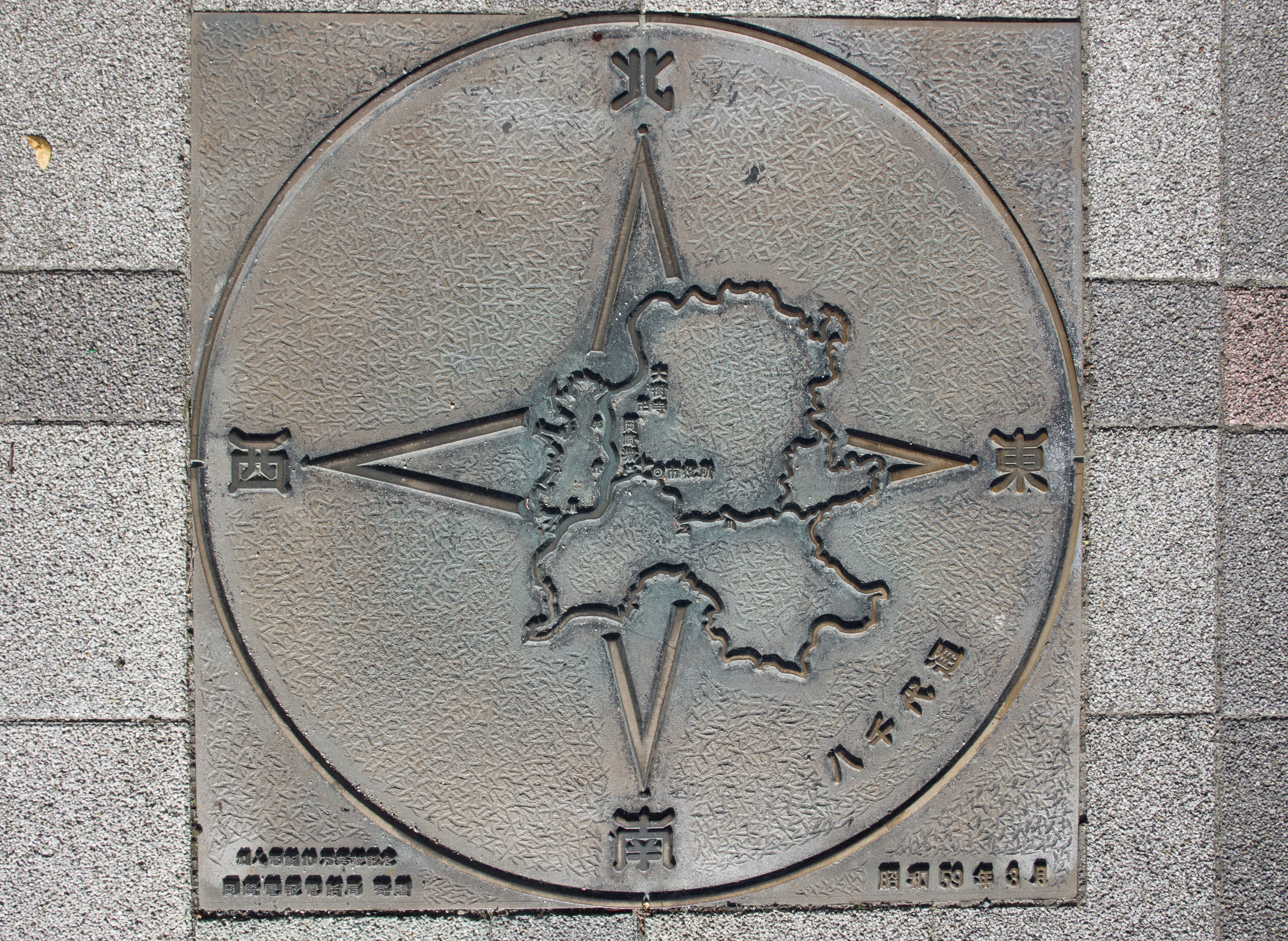
八千代通りと書かれたモニュメント（八千代通り南端の歩道に設置されている）

八千代通り（やちよどおり）とは、愛知県岡崎市にある岡崎市道伝馬町線と連尺通りとを南北に結ぶ市道の愛称名である。

## 概要
1930年（昭和5年）、旧康生町と旧連尺町とを南北につなぐ道路として開通した。連尺町の俳人である大賀屋の植田石芝がこの道路を「八千代通り」と命名した。
1984年（昭和59年）4月3日には、岡崎電報電話局や岡崎石工組合等の協賛を得ながら、八千代通りで「コミュニティー道路」としての式典が行われた。
総レンガ敷きの一方通行道路で、歩道と車道がクランク状に入り組んだ道路形状が特徴的であったが、現在は車道がまっすぐに延びた何の変哲もない道路に変貌してしまった。
現地には「八千代通り」であることを示す案内標識などは一切なく、松栄鮨八千代通りという店舗と歩道に埋め込まれたモニュメントに書かれた「八千代通り」の文字がその名残をとどめているのみである。

## 交通規制
- 岡崎市道伝馬町線の信号交差点から北へ連尺通りまでの一方通行規制。

## 接続する路線
- 東康生通り（岡崎市）
- 伝馬通り（岡崎市）
- 連尺通り（岡崎市）

## 沿線・周辺
- 一般社団法人岡崎市観光協会
- 正文館書店
- かみ屋京染
- 松栄鮨八千代通り